# カード遊びをする人々

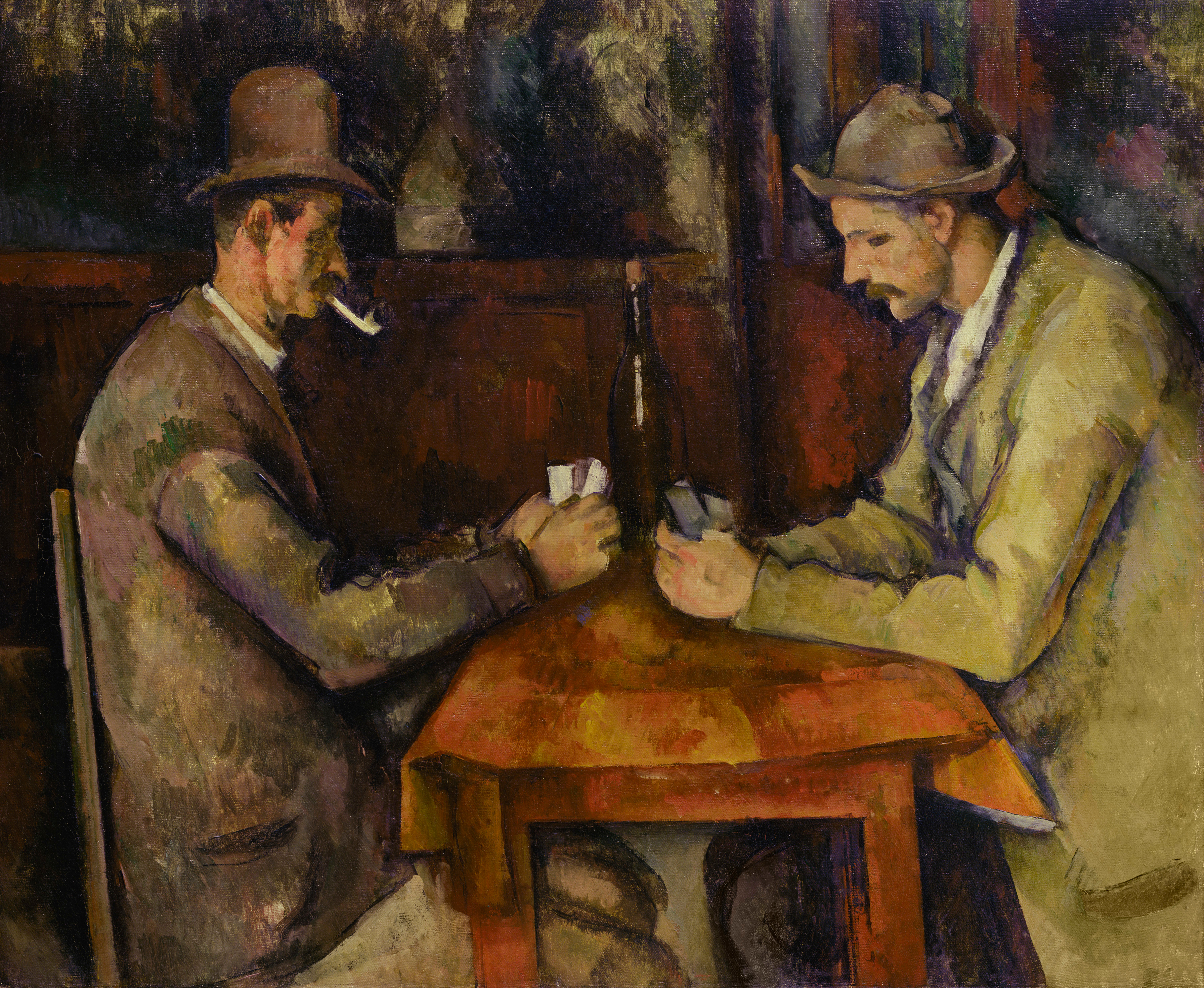
セザンヌの『カード遊びをする人々』
(パリ、オルセー美術館）

『カード遊びをする人々』（カードあそびをするひとびと、仏: Les Joueurs de cartes）は、フランスの後期印象派、ポール・セザンヌによる油絵の作品。彼の晩年にあたる1890年代に描かれた5枚の絵を指すが、それぞれは絵の大きさやカード遊びをする人数が異なっている。セザンヌはこの一連の作品のために無数のスケッチや習作を描いている。2011年に『カード遊びをする人々』の一枚がカタールの王族に売却されており、そのときについた2億5千万ドルから3億ドルと推測される価格から、かつて売却された芸術作品としては最も高価な1枚となった。

## 概要
この『カード遊びをする人々』は、批評家によって1890年代初期から中期にかけてのセザンヌ作品の要であると考えられているばかりか、最も評価の高い作品が描かれた晩年への「プレリュード」でもあるとみなされている。
『カード遊びをする人々』はどれも、煙管をくゆらせてカード遊びをするプロヴァンスの農民たちを描いている。彼らは全員が男性であり、カード遊びに熱中して顔をうつむけ、目の前の勝負に没頭している。この主題はセザンヌによる17世紀のオランダとフランスの風俗画の翻案である。このジャンルではよく居酒屋で酔っ払った賭博者たちが行う騒々しいカード遊びが描かれたのだが、セザンヌはそこに登場する仏頂面の商売人をもっと簡素な舞台に置き換えたのである。またそれまでの風俗画が誇張された劇的な瞬間をとらえるものであったのに対し、セザンヌの肖像画にはこのドラマが欠けているだけでなく、物語らしい物語や既成の人物造形もないことは注目に値する。テーブルには、封がされたワインボトルが二人の間に置かれているほかは、酒も金も載っていない。周知のように、この二つは17世紀の風俗画には決まりのように描き込まれていたモチーフである。ル・ナン兄弟の一人が描いた作品にセザンヌの家に程近いエクサンプロバンス美術館に展示されているものがあるのだが、これもカード遊びをする人々を描いており、彼にインスピレーションを与えた作品としてよく引用されている。
この作品のモデルは地元の農夫であり、セザンヌ家の屋敷である「ジャ・ド・ブッファン」の小作人もいた。彼らはどの絵でも、静かで、じっと集中する姿が描かれており、お互いの顔ではなく手にしたカードに目を向けている。おそらく作品の外においても、このカードは彼らがコミュニケーションをとりあう唯一の手段だったのだ。ある批評家はこの情景を「人の静物画」と表現しており、また別の人間は、登場人物たちがゲームに熱中する姿は、画家が自身の芸術に没頭する様を映し出したものだと考えている。

## 作品
セザンヌはあわせて5枚の『カード遊びをする人々』を描いており、後から制作された3枚は構成や人物の数（2人）が似通っているため、ひとつのバージョンとしてまとめて扱われることもある。作品が描かれた正確な時期についてはわかってはいないが、長い間セザンヌは大きなカンバスから出発し、その後は切り詰めるように画布を小さくしていったと考えられていた。しかし、その後の研究でこの仮説は疑わしいことがわかってきた。

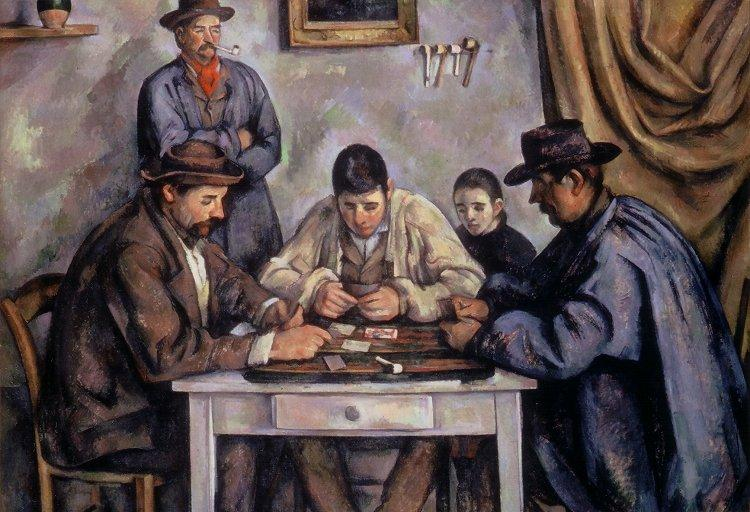
『カード遊びをする人々』
（フィラデルフィア、バーンズ財団）

1890年から92年に制作された『カード遊びをする人々』が最も大きく、構成的にも最も複雑で、134.6 x 180.3 cm (53 × 71 in) のカンバスのなかに5人の人物が描かれている。前景にカード遊びをする3人がいて、半円状にテーブルについた彼らの後ろに2人の見物人がいる。絵の右手には、中央と右側の男のあいだに少年が腰掛けており、その眼を伏せて、このゲームをじっと見守っている。後ろにはもう一人、左と中央の男のあいだに壁を背にした男が立っている。パイプで煙草を吸い、おそらくは自分がテーブルにつく順番が来るのを待っている。セザンヌは画面に奥行きを出すとともに、観者の眼をカンバスの上のほうに向けるため、この立ち姿の男を描き加えたと考えられている。5枚の絵はどれもそうなのだが、ゆったりとした服を着て自然な姿勢でカード遊びに没頭するこの農夫たちを饒舌に物語るものは何もない。ニコラス・ウェドレイはこの絵に「相反するものの緊張関係」をみていて、移り変わる色や光と影、帽子のかたち、服のしわといった要素が相反しながら、対峙という物語を生み出している、と述べている。ほかには一連の作品に提示されている「疎外」のテーマが最もよく現れているのがこのバーンズ財団の版であるという専門家もいる（この作品はペンシルバニア州フィラデルフィアのバーンズ財団が所有し、展示を行っている）。

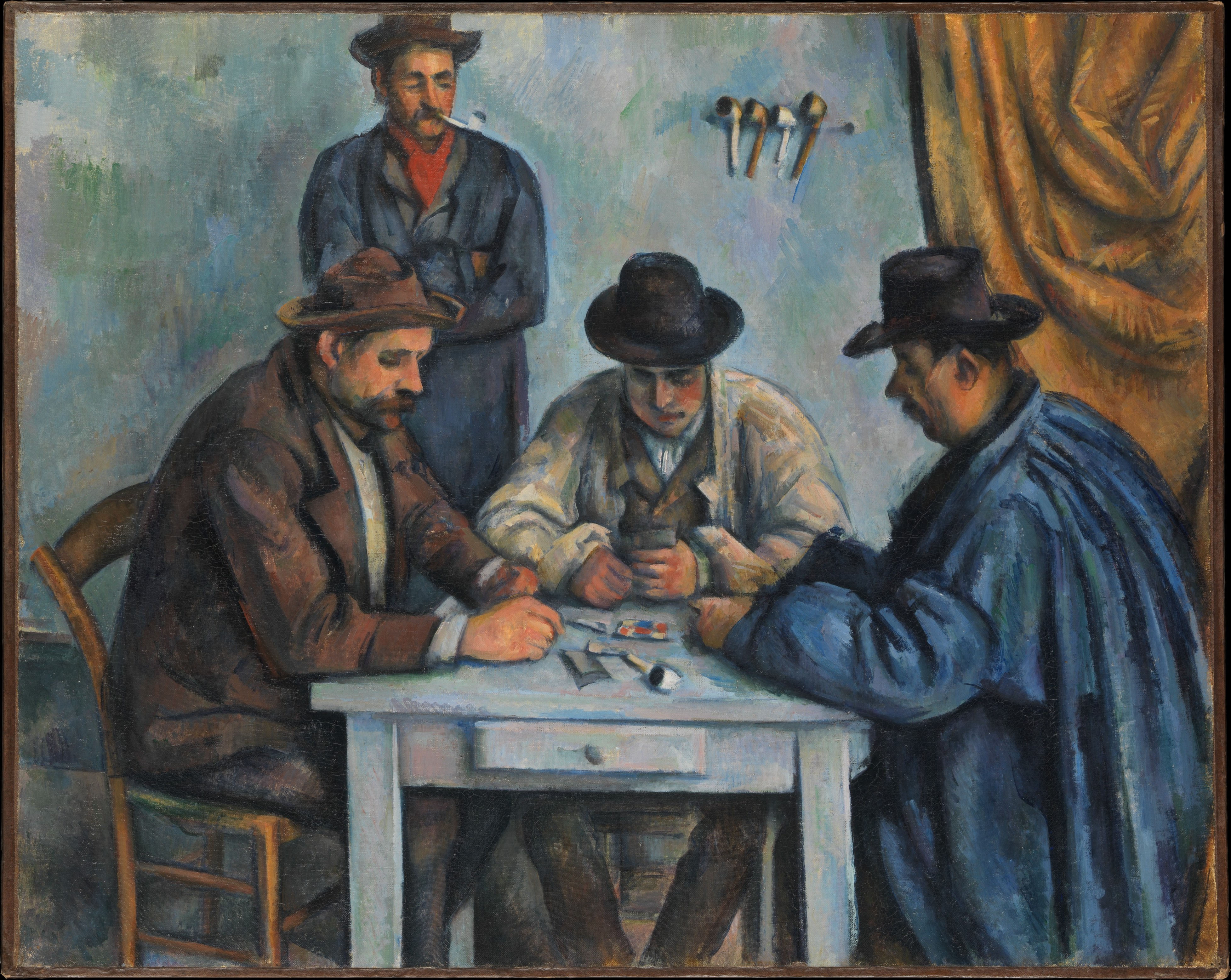
『カード遊びをする人々』
（ニューヨーク、メトロポリタン美術館）

ニューヨークのメトロポリタン美術館には、縮約版ともいうべき4人の「カード遊び」が展示されているが、長い間これは2番目に制作された作品だと考えられていた。65.4 x 81.9 cm (25 3/4 x 32 1/4 in)という大きさで、バーンズ財団の絵と比較して半分以下である。構成そのものは実質的にほぼ同じであり、少年がいなくなり、勝負を見守る男の視点がわずかに近くなったほか、人物間の距離は狭くなっている。バーンズ財団版では少年と真ん中の男が帽子をかぶっていなかったが、この絵では全員が帽子をかぶっている。画面左手の棚と花瓶が姿を消し、壁の中央に下半分だけのぞいていた額縁もなくなって、勝負をする2人の後ろで煙草を吸う男と共に背景に残るのは4本の煙管と垂れ布だけである。大きなバージョンよりも画面は明るく、青のトーンも強くない。X線と赤外線を使用した研究により、この絵には丹念な油彩による厚い層の下に「理論上は」黒鉛による下絵の層があることが明らかになった。このことは、この絵がそれまで信じられてきたように2番目に制作された『カード遊びをする人々』なのではなく、むしろ二つの大きなバージョンの習作にあたることを示唆している。つまりこの下書きの存在には、セザンヌがそれまでの習作では個々に描かれていた男たちを1枚のカンバスに移し変える困難な作業を行っていたと考察させるものがある。
この「空間的な困難」を、セザンヌは後に制作された3枚の『カード遊びをする人々』において見物人と「不要なディテール」をそぎ落とし、カードに没頭する2人のプレイヤーという「絶対的な要素」のみを描くことで解決したと考えられている。そこには均衡がとれているけれども非対称的な構図があるということができるが、同時にカード遊びをする2人はお互いが「ルールにもとづいた対立におけるパートナー」であるという点で必然的に対称的でもある。煙草をふかしている左手の男は、つばのしおれた山高帽をかぶり、相手より黒くフォーマルな服を着込み背筋を伸ばして座っている。右手の男の口に煙草はなく、つばが上を向いた低い帽子をかぶっており、ゆったりめの服を着て、テーブルのほうに体を丸めている。2人が手にするカードも色の明暗がコントラストをなしている。2人だけを描いた絵にはどれも、テーブルの中央にワインの瓶が一本置かれているが、これは2人のプレーヤーの境界線だけでなく作品における「調和のとれたシンメトリックな」構図の中心線を表現するものだといわれている。
3つのバージョンのうち、おそらく最も有名であり、最もよく複製されているのがパリのオルセー美術館に収蔵されたものである。寸法は47.5 x 57 cm (17 3/4 x 22 1/2 in)と最も小さい。このオルセー版は美術史家のメイヤー・シャピロの言葉を借りれば「最も不朽の価値を持ち、最も洗練されている」。人物の外見はよりシンプルになっているが、その関係には変化が起きている。最も淡い色彩で描かれたオルセー版が、一般に最後に描かれた『カード遊びをする人々』と考えられている。
まず絵における軸が移動しており、左の男は、画面のなかで椅子まで描かれたより完結した人物として提示され、鑑賞者との距離が近くなっている。右側にいる彼の対戦相手は背中がカットされていて、テーブルは水平に対して直角に描かれている 。ある批評家は、この絵におけるセザンヌの色使いに「抑制のまやかし」をみている。このバージョンは、1961年にエクスでの巡回展から盗まれた8枚のセザンヌ作品のひとつであることでも知られている。盗難品のなかでも最も価値の高かった『カード遊びをする人々』のために、フランス政府は4色刷の記念切手を発行している。しかし盗まれた作品には代金が支払われたため、数ヵ月後には返却された。
2人のプレイヤーのみが描かれた作品はほかにロンドンのコートールド・ギャラリーに収蔵されているものと個人のコレクションになっているものがある。2012年2月、ヴァニティ・フェア誌はカタールの王族が2011年にこのバージョンの『カード遊びをする人々』をギリシャの海運王ジョージ・エンビリコスから購入したと報じた。それによると、購入価格は推定で2億5千万ドルから3億2千万ドルという記録的な金額だった。

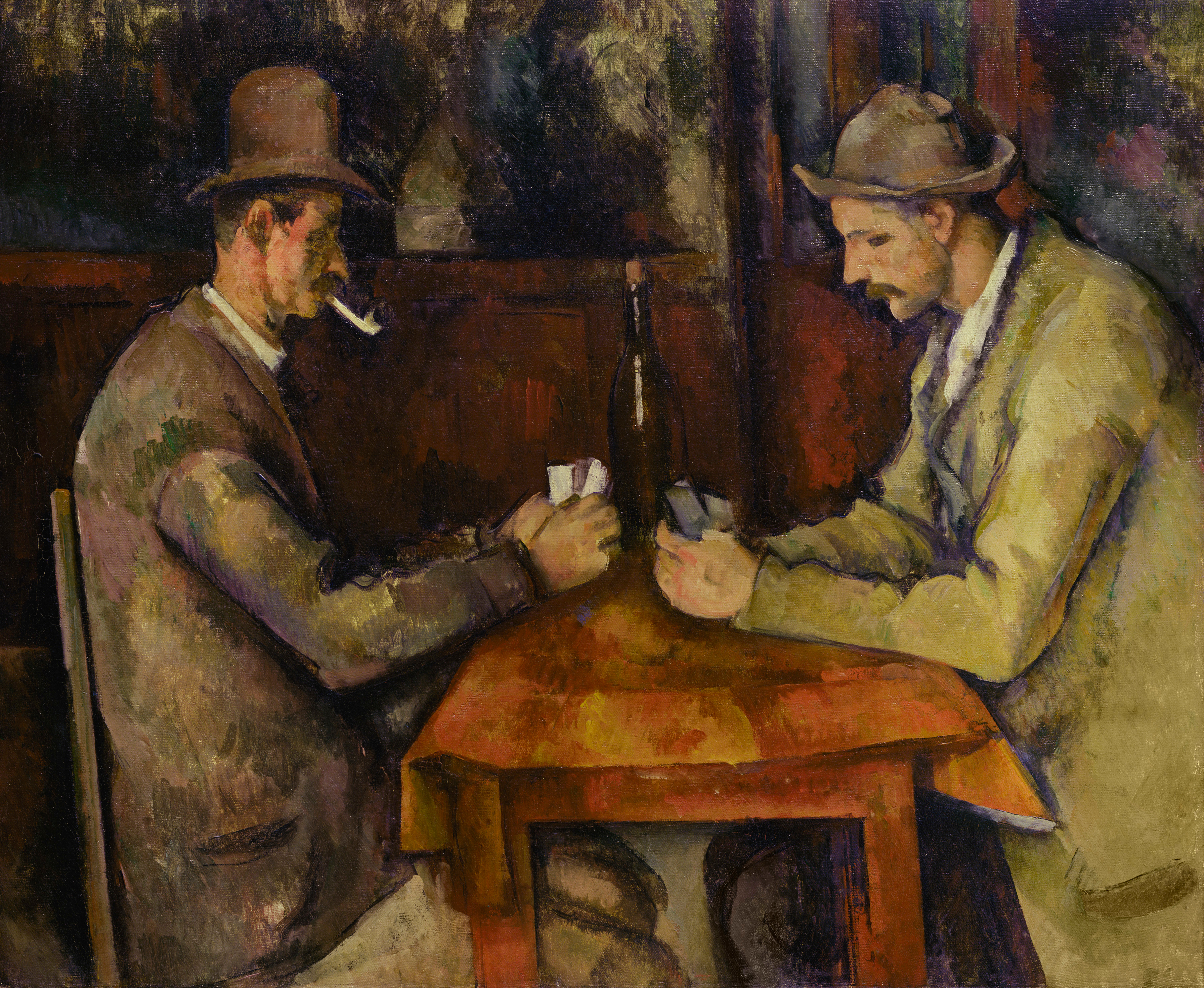
『カード遊びをする人々』（1894–95年） 47.5 × 57 cm オルセー美術館
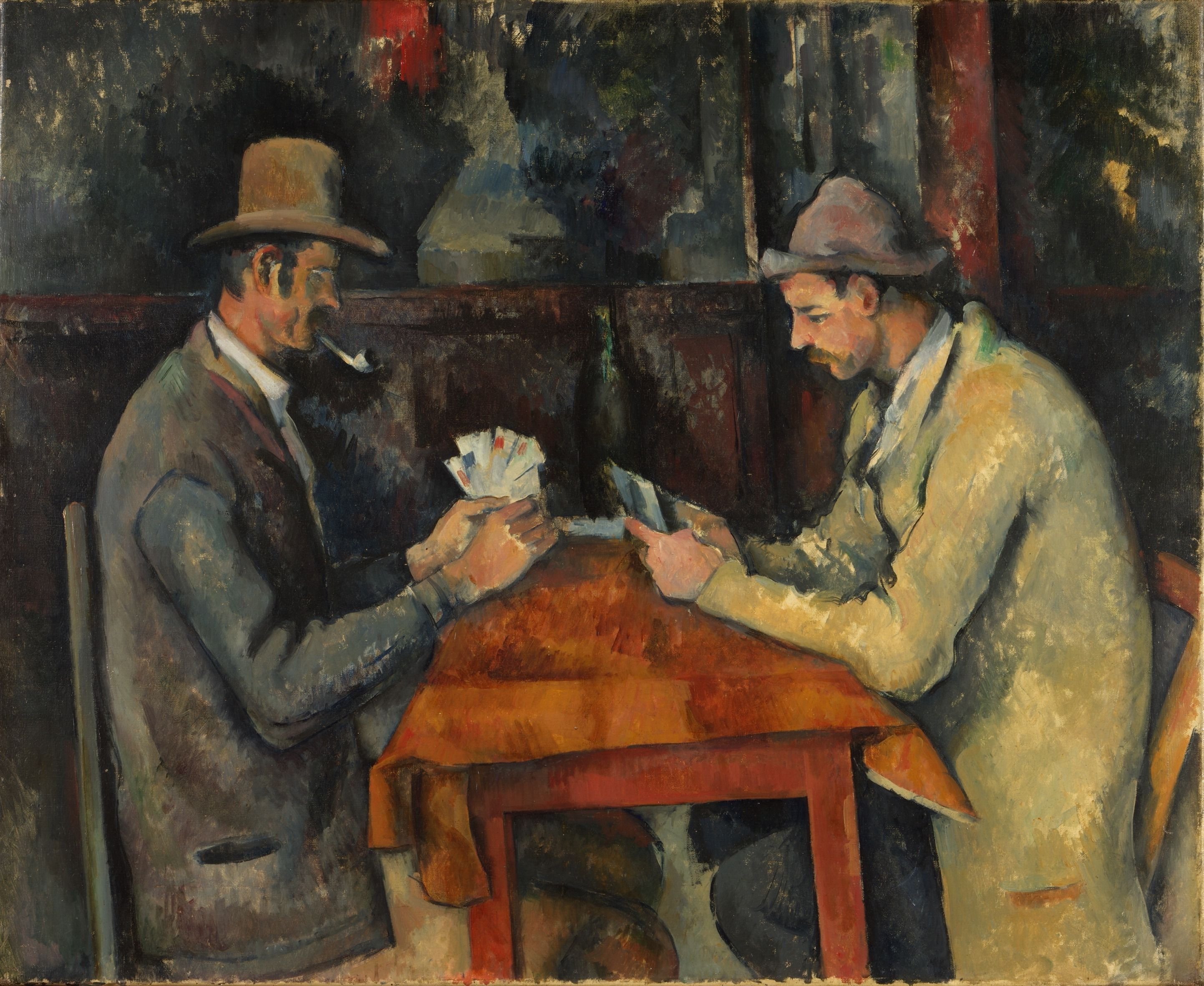
『カード遊びをする人々』（1892–95年） 60 x 73 cm コートールド・ギャラリー
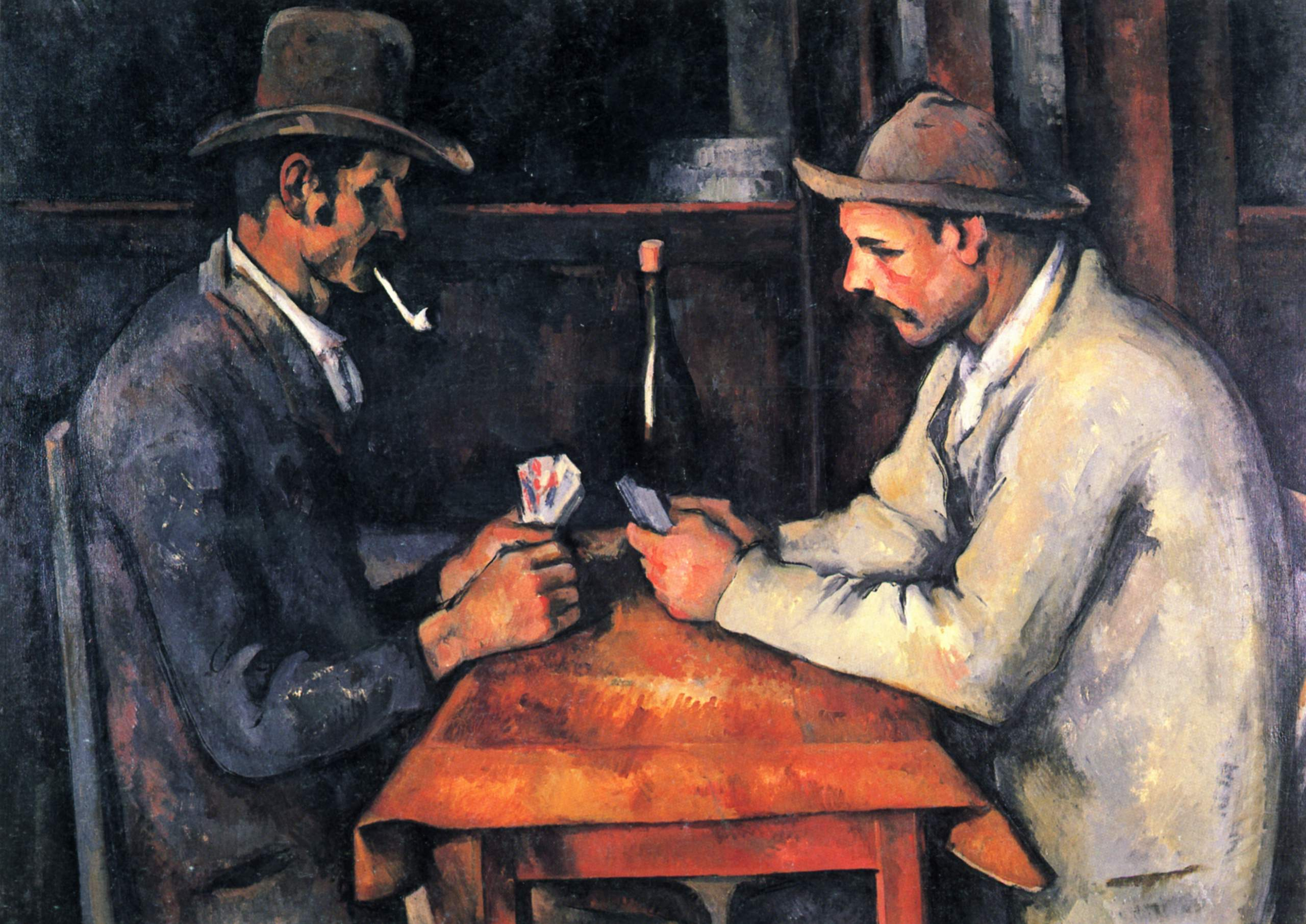
『カード遊びをする人々』（1892–93年） 97 × 130 cm カタール王室

## 習作とスケッチ

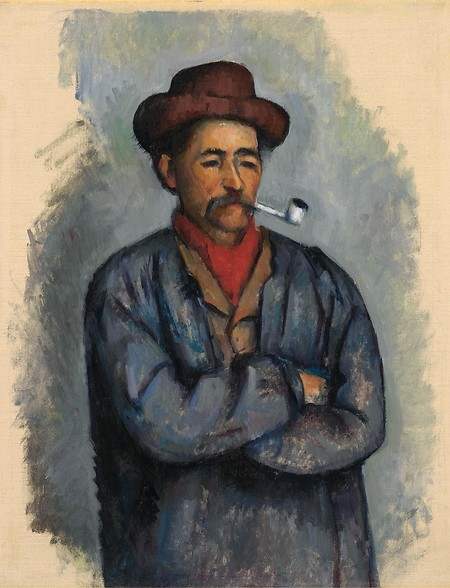
『パイプを持つ男』（1890–1892年） 油彩、カンバス 39 x 30.2 cm ネルソン・アトキンス美術館
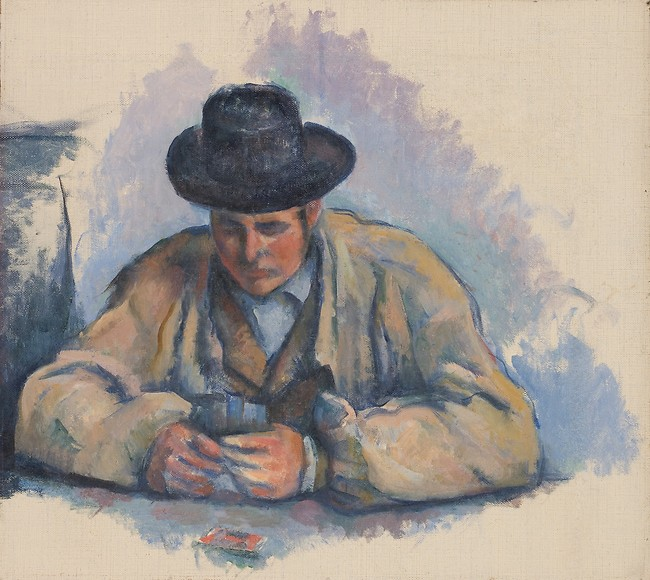
『カード遊びをする人々のための習作』（1890–1892年） 油彩、カンバス 32 x 35 cm ウースター美術館
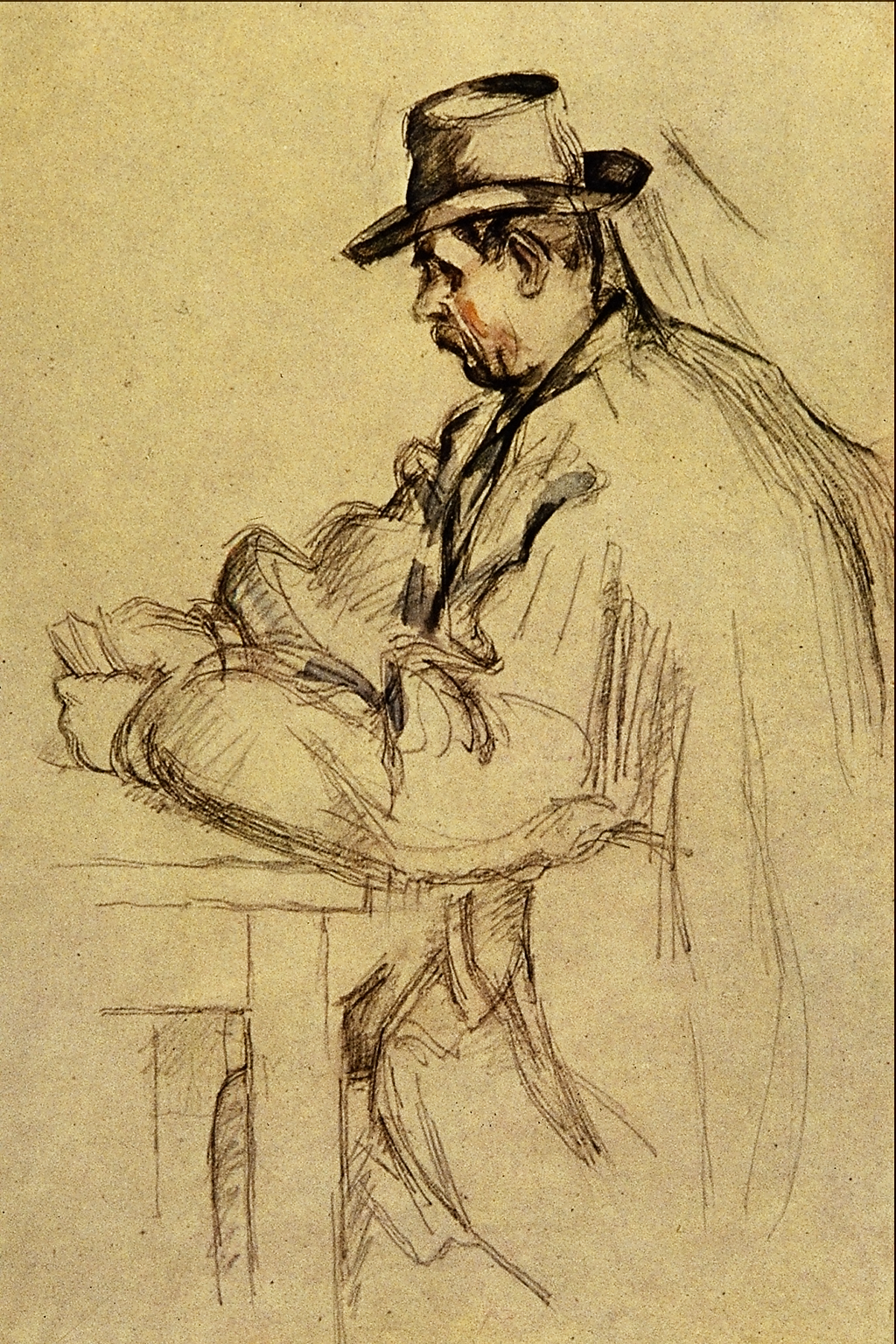
『カード遊びをする人々のための習作』（1890–1892年） 黒鉛、水彩、紙 ロードアイランド・スクール・オブ・デザイン美術館

セザンヌは『カード遊びをする人々』のためにたいへんな数の習作と下絵となるドローイングを残している。最も大きな作品からはじめ、小さなものに取りかかっていったと長年考えられてきたが、21世紀になってX線が分析に導入されたほか、残されたスケッチや習作に対してさらなる研究が行われたことで、セザンヌにとっては習作も小さいバージョンの『カード遊びをする人々』も、より大きなカンバスに描くための予備作業に過ぎなかったと考える研究者も現れるようになった。
地元の農夫を描いた10数枚のスケッチおよび色まで塗られた習作は、セザンヌが最後の作品に向けて取り組んだものだった。モデルが実際に画家の前に座っていたのは完成した作品そのものではなく、これらのスケッチを描いているときだったと考えられている。セザンヌがこうした下絵を制作したのはおそらくエクスのカフェのなかであった。
習作のうちの何点かは、それ自体が一個の作品として高く評価されている。ロンドンのコートルード・ギャラリーでこの作品の隣に展示されている『パイプを持つ男』はその典型であり、同時期の同じように煙草を吸う男を題材にした絵と並んで、多くの人がセザンヌの最も優れた肖像画とみなしている。

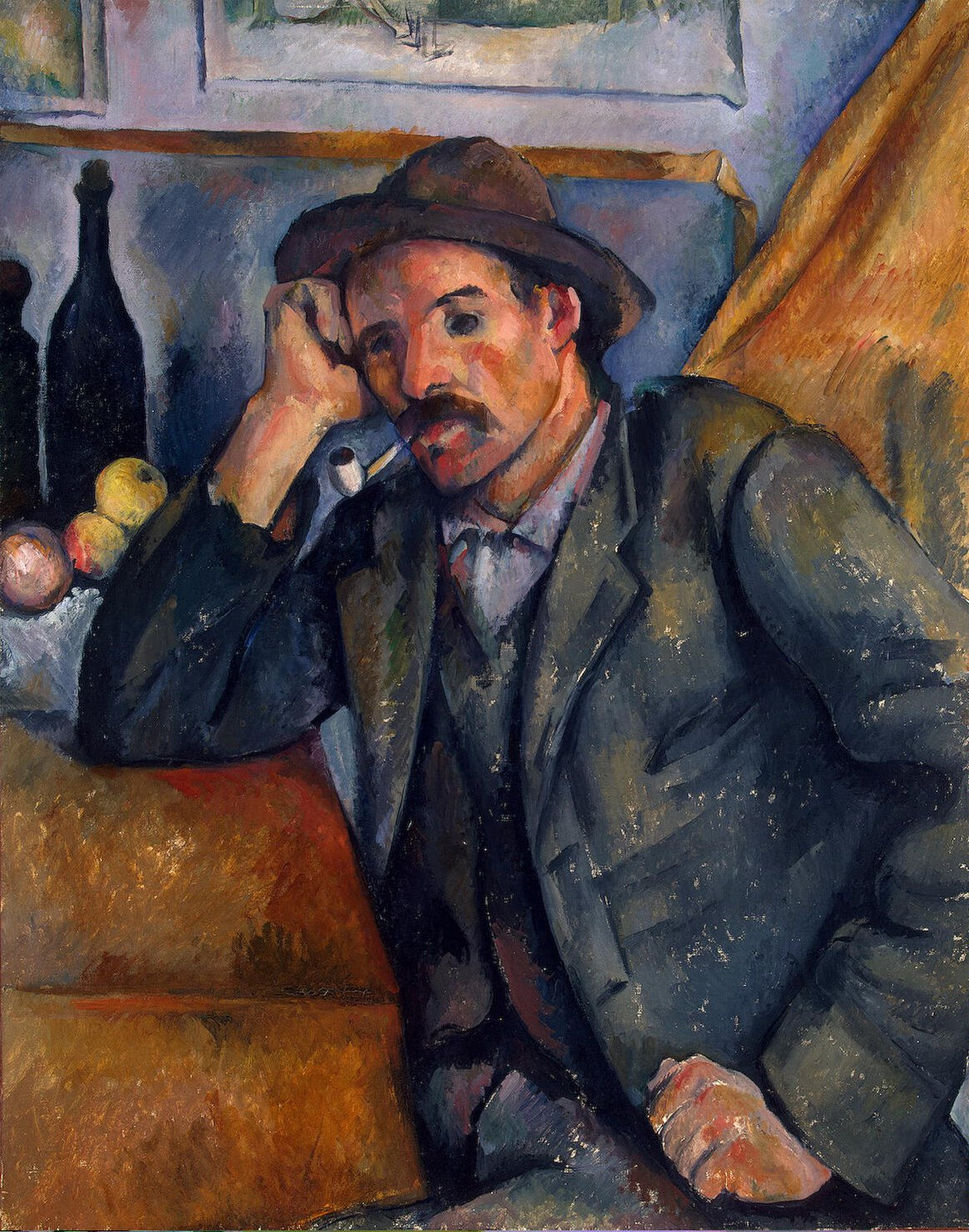
『パイプを持つ男』（1890年ごろ） 油彩、カンバス 90 × 72 cm エルミタージュ美術館
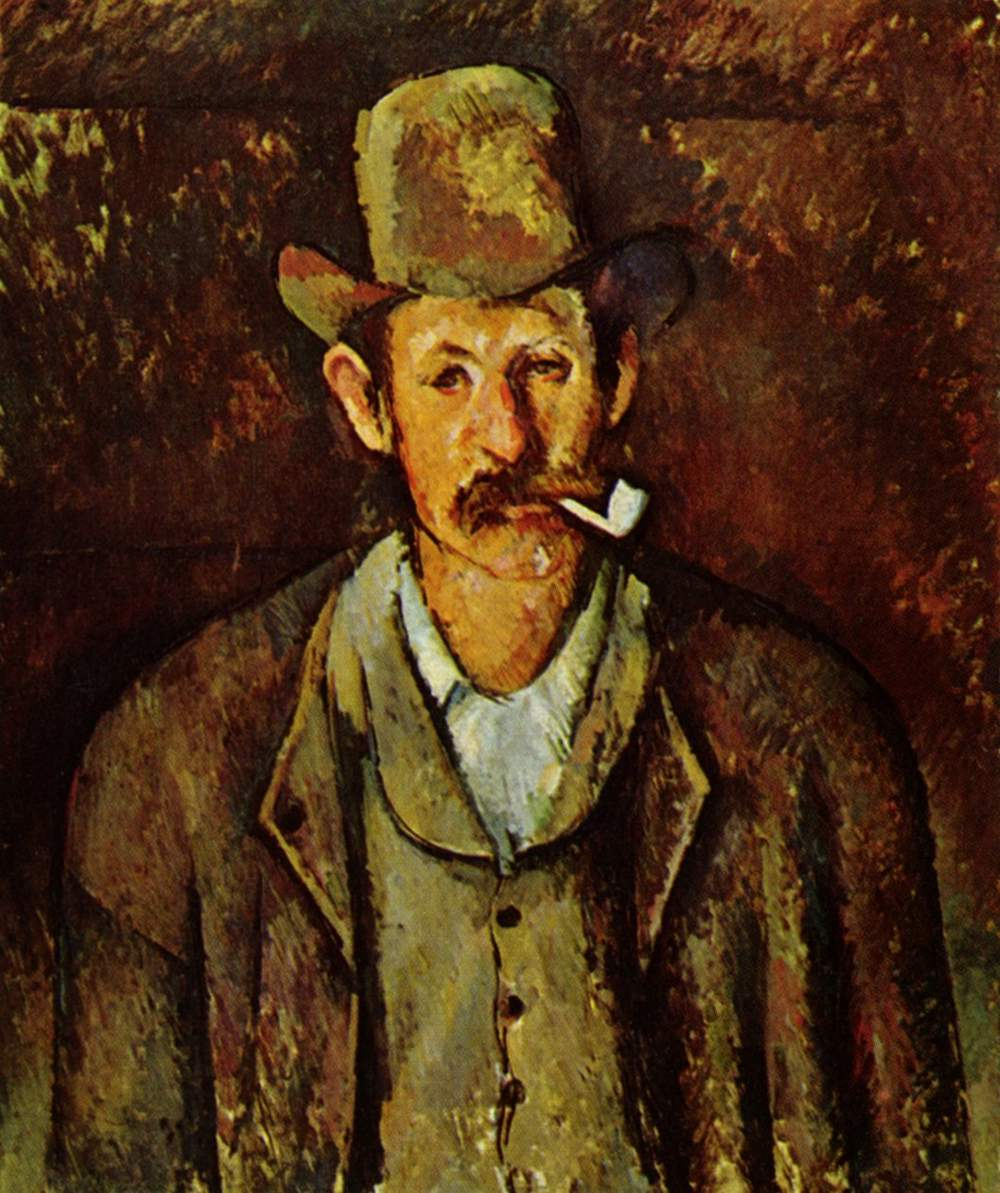
『パイプを持つ男』（1892年ごろ） 油彩、カンバス 73 x 60 cm コートールド・ギャラリー
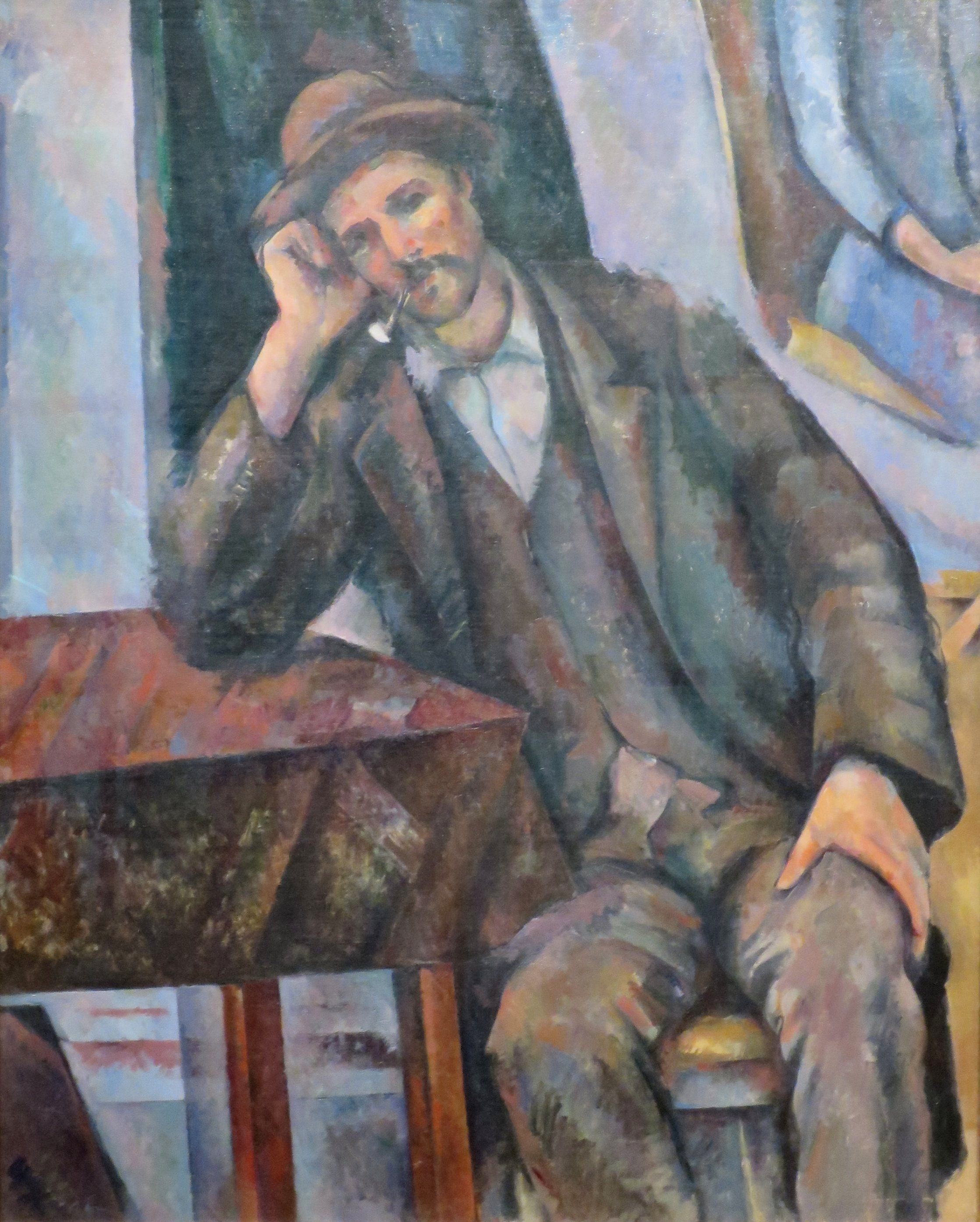
『パイプを吸う男』（1890–1892年） 油彩、カンバス 72 x 91 cm プーシキン美術館

- 『パイプを持つ男』（1890–1892年）
油彩、カンバス
39 x 30.2 cm
ネルソン・アトキンス美術館
- 『カード遊びをする人々のための習作』（1890–1892年）
油彩、カンバス
32 x 35 cm
ウースター美術館
- 『カード遊びをする人々のための習作』（1890–1892年）
黒鉛、水彩、紙
ロードアイランド・スクール・オブ・デザイン美術館

## 展示会
2010年から11年にかけて、コートールド・ギャラリーとメトロポリタン美術館の合同で『カード遊びをする人々』と初期の習作やスケッチ、関連作品の企画展が開催された。この展示会はロンドンで2010年10月21日から2011年1月16日まで、ニューヨークで2011年2月9日から2011年5月8日まで開かれた。
これは、『カード遊びをする人々』をテーマにした最初の展示会とされており、これまでもコレクションが同時に展示されることはあったが、そのなかでも最も充実した会だったといわれている。このときはコートールド、メトロポリタン、オルセーが所有する3枚は揃ったが、バーンズ財団と個人コレクターが所有するバージョンについては、財団が貸し出しに許可を出さず、個人コレクターも作品の公開を拒否したため、複製が展示された。パイプを吸う男を題材にした作品群についても多くのスケッチや習作が揃ったが、エルミタージュ美術館の『パイプを持つ男』は法的な問題が生じたためニューヨークまで巡回することはなかった。